# ナマ語
ナマ語（ナマご、英: Nama、Nàmá）はコエ語族に属する言語である。コエコエ語（Khoekhoe）、ダマラ語（Damara）などとしても知られる。かつては蔑称としてホッテントット語（Hottentot）と呼ばれたこともある。話者はナミビア、ボツワナ、南アフリカ共和国に居住するナマ人の人々である。吸着音を多用する非バントゥー語群言語であり、コイサン諸語に分類されたこともあったが、現在ではコエ語族に分類されている。

## 歴史
もともとジュー語を話していたハイチョム（Haiǁom）族が後にコエコエ語にシフトした。コエ語族とのことで、その話者をコイコイ人とも呼ぶ。後のケープタウンと呼ばれることになる「ǁHui!gaeb」に1659年に上陸したゲオルク・フリードリヒ・ヴレーデ（Georg Friedrich Wreede）が最初にこの言語を学んだ欧州人とされる。

## 現況
ナマ語（またはコエコエ語）はナミビアの国民的言語である。ナミビアと南アフリカでは、国営放送がナマ語による番組を制作・放送している。アフリカでは約167,000人の話者が残っていると想定されているが、危機に瀕する言語とされている。2019年にケープタウン大学が一連の語学講座を実施し、2020年9月にはコイサン・センターを開設した。ここ数年の間に学部生向け学位課程が計画されている。

## 音韻

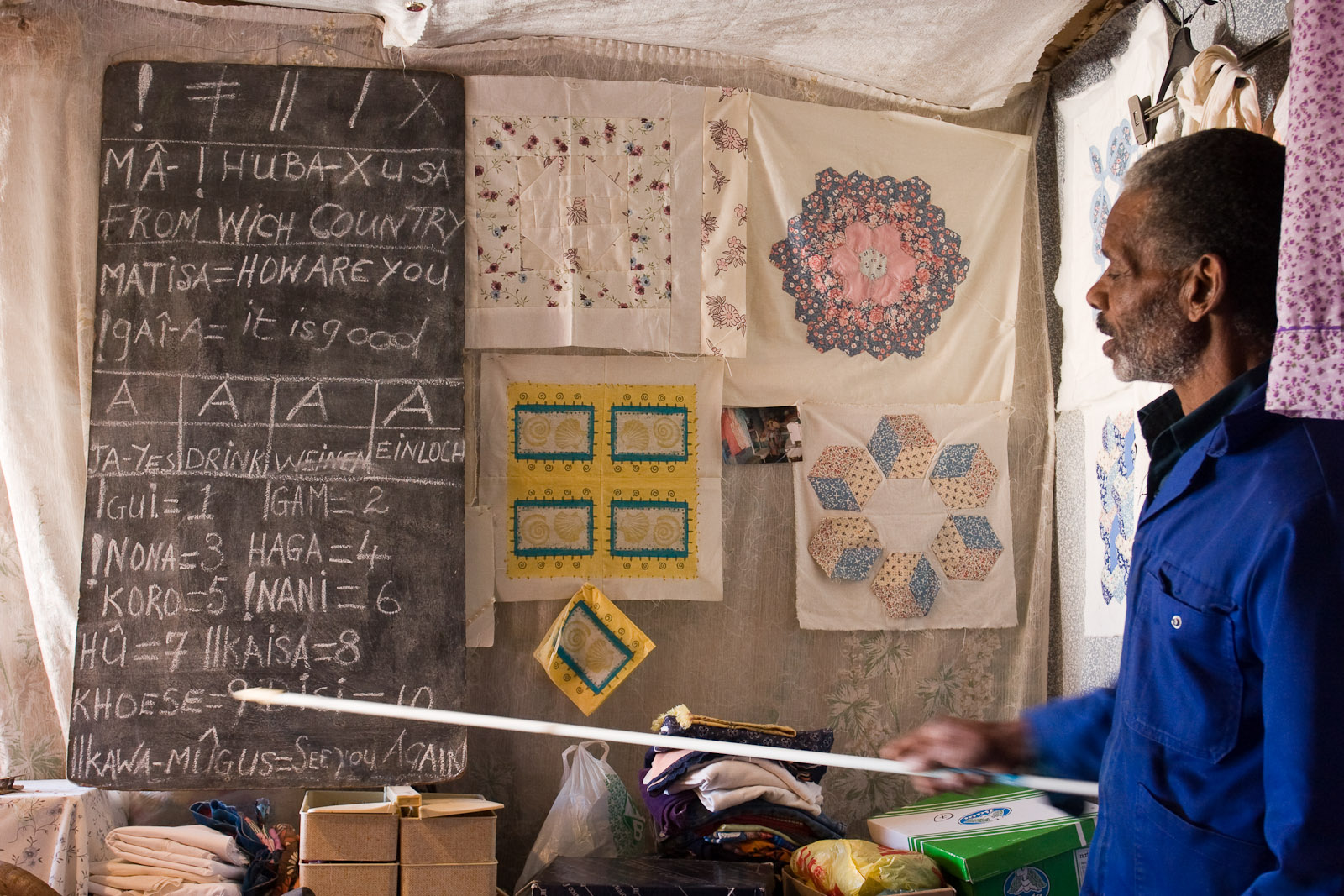
ナマ人の男性がナマ語を教えている

### 母音
母音は口音の/i e a o u/に見られる5種と、鼻音の/ĩ ã ũ/がある。/u/は強い円唇母音で、/o/は少しだけ丸みを帯びている。/a/は唯一明白な異音で、/i/または/u/の前では[ə]と発音される。

### 声調
ナマ語では3か4種の声調があると説明されている。/á, ā, à/や/a̋, á, à, ȁ/は各モーラ（母音と終鼻子音）に付与される。高母音（/í ú/）には鼻母音（/ń ḿ/）、中または低母音（/é á ó/）では高音はより高くなる。
ナマ語の声調は、環境構成によっては旋律のように連続変調として組み合わされる。うち重要なものを下記に引用する。
| 事例    | 連続変調 | 意味                   | 高低 |
| ------- | -------- | ---------------------- | ---- |
| [ǃ̃ˀȍm̀s] | [ǃ̃ˀòm̏s]  | 打つ、たたく           | 低   |
| [ǃ̃ˀȍḿs] | [ǃ̃ˀȍḿs]  | （牛・山羊などの）乳房 | 低昇 |
| [ǃ̃ˀòm̀s] | [ǃ̃ˀòm̀s]  | 巣から追い出す         | 中   |
| [ǃ̃ˀòm̋s] | [ǃ̃ˀòm̀s]  | 角無し牛               | 高昇 |
| [ǃ̃ˀóm̀s] | [ǃ̃ˀóm̏s]  | 凝固する、トゲを抜く   | 低降 |
| [ǃ̃ˀőḿs] | [ǃ̃ˀóm̀s]  | 拳                     | 高降 |

### 強勢
文中では、語彙範疇の単語は文法範疇の単語より強い強勢を持つ。単語の中では第一音節が最も強い強勢を持つ。後続の音節は徐々に弱くなり、より短く発音される。

### 子音
ナマ語は31種の子音があり、吸着音が20種、非吸着音が11種ある。

#### 非吸着音
正式な表記は括弧内に表示する。
|        | 両唇音      | 歯茎音        | 軟口蓋音 | 声門音 |
| ------ | ----------- | ------------- | -------- | ------ |
| 鼻音   | m ⟨m⟩       | n ⟨n⟩         |          |        |
| 破裂音 | p ~ β ⟨b/p⟩ | t ~ ɾ ⟨t/d/r⟩ | k ⟨k/g⟩  | ʔ ⟨-⟩  |
| 破擦音 |             | t͜sʰ ⟨ts⟩      | k͜xʰ ⟨kh⟩ |        |
| 摩擦音 |             | s ⟨s⟩         | x ⟨x⟩    | h ⟨h⟩  |

母音と母音の間では/p/は[β]と発音され、/t/は[ɾ]と発音される。破擦音系は強く気化され、音韻論的には有機終止として分析され、隣接のコラナ語では[tʰ, kʰ]となる。D・ビーチによると、当時のコエコエ語では、吸着音を持つ言語での異音の共通再現として軟口蓋側面放出破擦音である[kʟ̝̊ʼ]があったと報告している。

#### 吸着音
吸着音は二重調音である。それぞれの吸着音は4種の一次調音である流入音（インフラックス）とクリック種と、5種の二次調音であるクリック伴音（エフラックス）の組み合わせから成る。組み合わせは20種の音素となっている。
| 伴音           | 破擦音 | 破擦音   | 非破擦音 | 非破擦音   | 標準的な 綴り |
| 伴音           | 歯音   | 歯茎側面 | 歯茎     | 硬口蓋歯茎 | 標準的な 綴り |
| -------------- | ------ | -------- | -------- | ---------- | ------------- |
| 無気           | ᵏǀ     | ᵏǁ       | ᵏǃ       | ᵏǂ         | ⟨ǃg⟩          |
| 有気           | [ᵏǀʰ]  | [ᵏǁʰ]    | [ᵏǃʰ]    | [ᵏǂʰ]      | ⟨ǃkh⟩         |
| 鼻音           | ᵑǀ     | ᵑǁ       | ᵑǃ       | ᵑǂ         | ⟨ǃn⟩          |
| 無声 有気 鼻音 | [ᵑ̊ǀʰ]  | [ᵑ̊ǁʰ]    | [ᵑ̊ǃʰ]    | [ᵑ̊ǂʰ]      | ⟨ǃh⟩          |
| 声門化 鼻音    | ᵑ̊ǀˀ    | ᵑ̊ǁˀ      | ᵑ̊ǃˀ      | ᵑ̊ǂˀ        | ⟨ǃ⟩           |

有気吸着音の有気音はしばしば軽いことが多いが、有気鼻音吸着音より耳障りで、スコットランド語の「loch」の「ch」音に近くなる。声門吸着音は気流開放前に止めるため明確に無声音で、伝統的な綴りでは単純に無声吸着音と転写される。鼻音要素は初期位置では聞き取れず、有気吸着音の無声鼻音も母音の間にある場合は聞き取りにくく、外国人の耳にも少し荒々しくない調音の長めの感じに聞こえる。
ティンドールは欧州人学習者はほとんどの場合、舌を側面の歯に当てて側面吸着音を発音するため、この調音は「ネイティブの耳には過酷で異質」であると指摘している。しかし、ナマクア族は、舌で口蓋全体を覆い「できるだけ口蓋の奥で」音を出している。

### 音素配列
語彙の語根は2個（またはまれに3個）のモーラから成り、CVCV(C)、CVV(C)、CVN(C)の形態をとる（語頭に子音が必要）。中間の子音はw r m n (w is b~p and r is d~t)のみが可能で、語尾の子音はp, s, tsのみ使用可能である。各モーラは声調を持ち、2個目は高・中のみで、そのため、6種の声調のみが可能となる（高高、中高、低高、高中、中中、低中）。
CVVの場合の口腔内の母音配列は/ii ee aa oo uu ai [əi] ae ao au [əu] oa oe ui/となる。鼻母音数が減少しているため、鼻音配列は/ĩĩ ãã ũũ ãĩ [ə̃ĩ] ãũ [ə̃ũ] õã ũĩ/である。舌の位置が高い母音（/ii uu ai au ui ĩĩ ũũ ãĩ ãũ ũĩ/）で終わる配列は他（/ee aa oo ae ao oa oe ãã õã/）に比べより短く（速く）発音され、少し中断する母音接続よりも二重母音や長母音のように発音される。
声調は曲線のようになめらかに発音される。CVCVの単語は例外は多いものの、同様の母音配列になりがちである。2つの声調はより明確でもある。
母音ー鼻音の配列は非前舌母音（/am an om on um un/）に限定される。これらの声調も曲線のようになめらかに発音される。
文法語彙はCVまたはCNでどの母音も声調も伴い、Cも子音でも吸着音でもいいが、後者はNNとはならない。接尾辞や語根の3つ目のモーラはCV、CN、V、Nででどの母音も声調も伴い、-p 1m.sg, -ts 2m.sg, -s 2/3f.sgなどCのみの接尾辞もある。

## 言語名別称
- ダマラ語
- ダマ語
- ホッテントット語（蔑称）
- コエコエ語
- コイ語
- コイコイ語
- ナマクア語
- Berdama
- Bergdamara
- Hottentot
- Kakuya Bushman
- Khoekhoe
- Khoekhoegowab
- Khoekhoegowap
- Maqua
- Namakwa
- Naman
- Namaqua
- Nasie
- Rooi Nasie
- Tama
- Tamakwa
- Tamma

## 方言
- ǂAkhoe
- Bondelswarts
- Central Damara (Central Dama)
- Central Nama
- Ghaub Damara
- Gobabis
- Namidama
- Sesfontein Damara
- Topnaar